# Hydroglyphus perssoni
Hydroglyphus perssoni är en skalbaggsart som beskrevs av Olof Biström och Nilsson 1990. Hydroglyphus perssoni ingår i släktet Hydroglyphus och familjen dykare. Inga underarter finns listade i Catalogue of Life.